# António Roberto Lopes Branco
António Roberto de Oliveira Lopes Branco (Maiorca (Figueira da Foz), 27 de março de 1808 —  Lisboa, 20 de novembro de 1889) foi um bacharel em Leis pela Universidade de Coimbra que seguiu a carreira da magistratura e exerceu relevantes funções políticas, entre as quais governador civil do Distrito de Coimbra (1842-1843, 1868 e 1877) e do Distrito de Viseu (1847-1848), deputado às Cortes em sete legislaturas e Ministro e Secretário de Estado dos Negócios da Fazenda do 17.º governo da Monarquia Constitucional, em funções de 29 de janeiro a 18 de junho de 1849. Foi provedor da Santa Casa da Misericórdia do Porto. Terminou a sua carreira judicial como juiz conselheiro do Supremo Tribunal de Justiça. Publicou vários trabalhos.

## Biografia
Formou-se em Direito na Universidade de Coimbra em 1828. No ano letivo de 1826-1827, com 19 anos de idade e sendo quartanista de Direito na Universidade de Coimbra, integrou o Batalhão de Voluntários Académicos, em defesa da Carta Constitucional.
Foi nomeado juiz de Direito de primeira instância em 1835 e colocado na comarca de Pombal. Foi nomeado juiz de segunda instância para o Tribunal da Relação de Lisboa em 1849. Transitou depois para o Tribunal da Relação do Porto, onde serviu durante a década de 1850. Nesse período foi provedor da Santa Casa da Misericórdia do Porto que exerceu sucessivamente em 7 mandatos, de 1854 a 1861. No Porto, exerceu também o cargo de diretor da Venerável Irmandade da Lapa entre 1854 e 1859.
Em 1863, regressou ao Tribunal da Relação de Lisboa, de que foi nomeado presidente por decreto de 24 de fevereiro de 1871, tomando posse a 4 de março do mesmo ano. Ascendeu a juiz conselheiro do Supremo Tribunal de Justiça em 1876.
Foi eleito deputado às Cortes em várias legislaturas (1842-1845; 1846; 1848-1851; 1851-1852; 1860-1861; 1861-1864; 1868-1869). 
Exerceu ainda os cargos de governador civil de Coimbra (1842-1843, fevereiro a maio de 1868 e 1877) e de Viseu (1847-1848).
Dirigiu a pasta da Fazenda de 29 de janeiro a 18 de junho de 1849, no 17.º governo da Monarquia Constitucional, um governo cartista chefiado pelo duque de Saldanha.
Publicou alguns opúsculos políticos e financeiros. Deixou igualmente um relatório circunstanciado da sua acção como presidente do Tribunal da Relação de Lisboa (1871).
Membro da maçonaria, foi, enquanto Governador Civil de Coimbra, fundador da loja conimbricense Restauração. Foi membro da loja Legalidade no Porto, sob o nome simbólico de Pedro IV, que já trazia de Coimbra.
Foi comendador da Ordem de Nossa Senhora da Conceição de Vila Viçosa.